# هيرناندو توفار
هيرناندو توفار (بالإسبانية: Hernando Tovar) هو لاعب كرة قدم كولومبي في مركز الوسط، ولد في 7 يونيو 1938 في جيراردوت في كولومبيا. شارك مع منتخب كولومبيا لكرة القدم. أما مع النوادي، فقد لعب مع إنديبنديينتي سانتا في.

## وصلات خارجية
- هيرناندو توفار على موقع الاتحاد الدولي (مؤرشف)  (الإنجليزية)
- هيرناندو توفار على موقع عالم كرة القدم.نت (الإنجليزية)